# Klöversläktet
Klöversläktet (Trifolium) är ett släkte med omkring 300 arter i familjen ärtväxter. Ett äldre namn är väppling. Klöversläktet hör huvudsakligen hemma i norra halvklotets tempererade områden, men även i bergstrakter i tropiska klimatzoner. Växterna är små ettåriga eller fleråriga örter med tredelade blad. Blommorna sitter i huvuden eller täta ax. Blomfärgen är röd, lila eller vit och hos några få arter gul. 
Vit- och rödklöver är vallväxter som förmår att kvävegödsla odlingar genom att fixera luftens kväve. 
Det vetenskapliga namnet Trifolium kommer från latin tres, ’tre’, och folium, ’blad’, och syftar på bladet som i de flesta fall består av tre småblad. Klövern kan då kallas treklöver. Det finns även exemplar som har fyra små blad och de kallas fyrklöver. Dessa är mindre vanliga, och därför anses det bringa lycka att hitta en fyrklöver. De är ändå inte ovanligare än att de brukar kunna hittas om man letar. I sällsynta fall kan det finnas klövrar med fem eller ännu flera blad.

## Dottertaxa
Dottertaxa till klövrar, i alfabetisk ordning:

- Trifolium abyssinicum
- Trifolium acaule
- Trifolium acutiflorum
- Trifolium affine
- Trifolium africanum
- Trifolium aintabense
- Trifolium albopurpureum
- Trifolium alexandrinum
- Trifolium alpestre
- Trifolium alpinum
- Trifolium amabile
- Trifolium ambiguum
- Trifolium andersonii
- Trifolium andinum
- Trifolium andricum
- Trifolium angulatum
- Trifolium angustifolium
- Trifolium ankaratrense
- Trifolium antucoensis
- Trifolium apertum
- Trifolium argutum
- Trifolium arvense
- Trifolium atlanticum
- Trifolium attenuatum
- Trifolium aureum
- Trifolium baccarinii
- Trifolium badium
- Trifolium barbeyi
- Trifolium barbigerum
- Trifolium barnebyi
- Trifolium beckwithii
- Trifolium bejariense
- Trifolium berytheum
- Trifolium biebersteinii
- Trifolium bifidum
- Trifolium bilineatum
- Trifolium billardierei
- Trifolium bithynicum
- Trifolium bivonae
- Trifolium blancheanum
- Trifolium bobrovii
- Trifolium bocconei
- Trifolium boissieri
- Trifolium bolanderi
- Trifolium bordzilowskyi
- Trifolium brandegei
- Trifolium breweri
- Trifolium brutium
- Trifolium buckwestiorum
- Trifolium bullatum
- Trifolium burchellianum
- Trifolium calcaricum
- Trifolium campestre
- Trifolium canescens
- Trifolium carolinianum
- Trifolium caucasicum
- Trifolium caudatum
- Trifolium cernuum
- Trifolium cheranganiense
- Trifolium cherleri
- Trifolium chilaloense
- Trifolium chilense
- Trifolium chlorotrichum
- Trifolium ciliolatum
- Trifolium cinctum
- Trifolium clusii
- Trifolium clypeatum
- Trifolium congestum
- Trifolium constantinopolitanum
- Trifolium cryptopodium
- Trifolium cyathiferum
- Trifolium dalmaticum
- Trifolium dasyphyllum
- Trifolium dasyurum
- Trifolium davisii
- Trifolium decorum
- Trifolium depauperatum
- Trifolium dichotomum
- Trifolium dichroanthoides
- Trifolium dichroanthum
- Trifolium diffusum
- Trifolium dolopium
- Trifolium douglasii
- Trifolium dubium
- Trifolium echinatum
- Trifolium elgonense
- Trifolium elizabethae
- Trifolium eriocephalum
- Trifolium eriosphaerum
- Trifolium erubescens
- Trifolium euxinum
- Trifolium eximium
- Trifolium fontanum
- Trifolium fragiferum
- Trifolium fucatum
- Trifolium gemellum
- Trifolium gillettianum
- Trifolium glanduliferum
- Trifolium globosum
- Trifolium glomeratum
- Trifolium gordejevii
- Trifolium gracilentum
- Trifolium grandiflorum
- Trifolium gymnocarpon
- Trifolium haussknechtii
- Trifolium haydenii
- Trifolium heldreichianum
- Trifolium hirtum
- Trifolium howellii
- Trifolium hybridum
- Trifolium incarnatum
- Trifolium infamia-ponertii
- Trifolium israeliticum
- Trifolium isthmocarpum
- Trifolium jokerstii
- Trifolium juliani
- Trifolium kingii
- Trifolium lanceolatum
- Trifolium lappaceum
- Trifolium latifolium
- Trifolium latinum
- Trifolium leibergii
- Trifolium lemmonii
- Trifolium leucanthum
- Trifolium ligusticum
- Trifolium longidentatum
- Trifolium longipes
- Trifolium lucanicum
- Trifolium lugardii
- Trifolium lupinaster
- Trifolium macraei
- Trifolium macrocephalum
- Trifolium masaiense
- Trifolium mattirolianum
- Trifolium mazanderanicum
- Trifolium medium
- Trifolium meironense
- Trifolium michelianum
- Trifolium micranthum
- Trifolium microcephalum
- Trifolium microdon
- Trifolium miegeanum
- Trifolium minutissimum
- Trifolium monanthum
- Trifolium montanum
- Trifolium mucronatum
- Trifolium multinerve
- Trifolium mutabile
- Trifolium nanum
- Trifolium nigrescens
- Trifolium noricum
- Trifolium obscurum
- Trifolium obtusiflorum
- Trifolium ochroleucon
- Trifolium oliganthum
- Trifolium ornithopodioides
- Trifolium owyheense
- Trifolium palaestinum
- Trifolium pallescens
- Trifolium pallidum
- Trifolium pannonicum
- Trifolium parnassii
- Trifolium parryi
- Trifolium patens
- Trifolium patulum
- Trifolium pauciflorum
- Trifolium philistaeum
- Trifolium phitosianum
- Trifolium phleoides
- Trifolium physanthum
- Trifolium physodes
- Trifolium pichisermollii
- Trifolium pignantii
- Trifolium pilczii
- Trifolium pilulare
- Trifolium pinetorum
- Trifolium plebeium
- Trifolium plumosum
- Trifolium polymorphum
- Trifolium polyodon
- Trifolium polyphyllum
- Trifolium polystachyum
- Trifolium praetermissum
- Trifolium pratense
- Trifolium prophetarum
- Trifolium pseudostriatum
- Trifolium purpureum
- Trifolium purseglovei
- Trifolium quartinianum
- Trifolium raddeanum
- Trifolium radicosum
- Trifolium reflexum
- Trifolium repens
- Trifolium resupinatum
- Trifolium retusum
- Trifolium riograndense
- Trifolium roussaeanum
- Trifolium rubens
- Trifolium rueppellianum
- Trifolium rusbyi
- Trifolium salmoneum
- Trifolium saxatile
- Trifolium scabrum
- Trifolium schimperi
- Trifolium scutatum
- Trifolium sebastiani
- Trifolium semipilosum
- Trifolium seravschanicum
- Trifolium setiferum
- Trifolium simense
- Trifolium sintenisii
- Trifolium siskiyouense
- Trifolium somalense
- Trifolium spadiceum
- Trifolium spananthum
- Trifolium spumosum
- Trifolium squamosum
- Trifolium squarrosum
- Trifolium stellatum
- Trifolium steudneri
- Trifolium stipulaceum
- Trifolium stoloniferum
- Trifolium stolzii
- Trifolium striatum
- Trifolium strictum
- Trifolium subterraneum
- Trifolium suffocatum
- Trifolium sylvaticum
- Trifolium tastetii
- Trifolium tembense
- Trifolium tenuifolium
- Trifolium thalii
- Trifolium thompsonii
- Trifolium tomentosum
- Trifolium triaristatum
- Trifolium trichocalyx
- Trifolium trichocephalum
- Trifolium trichopterum
- Trifolium tumens
- Trifolium tunetanum
- Trifolium ukingense
- Trifolium uniflorum
- Trifolium usambarense
- Trifolium variegatum
- Trifolium vavilovii
- Trifolium velebiticum
- Trifolium velenovskyi
- Trifolium wentzelianum
- Trifolium vernum
- Trifolium vesiculosum
- Trifolium vestitum
- Trifolium wettsteinii
- Trifolium wigginsii
- Trifolium willdenovii
- Trifolium virginicum
- Trifolium wormskioldii